# Аратинга кактусовий
Арати́нга кактусовий (Eupsittula cactorum) — вид папугоподібних птахів родини папугових (Psittacidae). Ендемік Бразилії.

## Опис
Довжина птаха становить 25-26 см, вага 75–90 г. Забарвлення переважно зелене, верхня частина тіла більш темна. Тім'я і лоб сизі, потилиця і задня частина шиї бурувато-зелені. Голова і верхня частина грудей сірувато-коричневі, нижня частина грудей і живіт жовтувато-оранжеві. Дзьоб світлий, навколо очей плями голої білої шкіри. У самичок голова і шия бурі, дзьоб менший і тонший. Райдужки у самців червонувато-карі, у самичок жовтувато-карі.

## Підвиди
Виділяють два підвиди:
- E. c. caixana (Spix, 1824) — від Пари до північно-західної Баїї;
- E. c. cactorum (Kuhl, 1820) — Баїя, Мінас-Жерайс.

## Поширення і екологія
Кактусові аратинги мешкають на північному заході Бразилії Вони живуть в сухих чагарникових і кактусових заростях каатинги і в саванах, на висоті до 800 м над рівнем моря. Під час негніздового періоду ведуть кочовий спосіб життя. Живляться квітками, плодами і бруньками. Гніздяться в дуплах великих кактусів, рідше в дуплах дерев. В кладці від 3 до 6 білих яєць розміром 25,4×19,6 мм. Інкубаційний період триває 24 дні, пташенята покидають гніздо через 2 місяці після вилуплення.